# Brahmapoutre
Le Brahmapoutre - du sanskrit ब्रह्मपुत्र (Brahmaputra) signifiant « fils de Brahmâ » - est un fleuve de l'Asie du Sud, long de 2 900 km, ayant sa source principale dans l'Himalaya tibétain, à 5 542 m d'altitude, au glacier Gyima Yangzoin, dans le xian de Zhongba 29° 17′ 41″ N, 83° 46′ 23″ E. D'autres sources sont situées  au pied des glaciers des monts Kubi-gangri et Ganglung-gangri. C'est le Dyardanes ou l’Œdanes des Grecs anciens. Son parcours tropical fait de la vallée de ce fleuve un des plus riches sites mondiaux au regard de la biodiversité. 
Ses crues importantes permettent une fertilisation du sol mais sont dévastatrices. Dans son cours inférieur, qui est sacré pour les Hindous, le fleuve est utilisé pour le transport de produits agricoles. Le Brahmapoutre se jette dans le Gange qui lui-même se jette dans le Meghna. Tous trois (bassin du Gange, bassin du Brahmapoutre et Meghna) forment le bassin Gange-Brahmapoutre-Meghna.

## Son cours

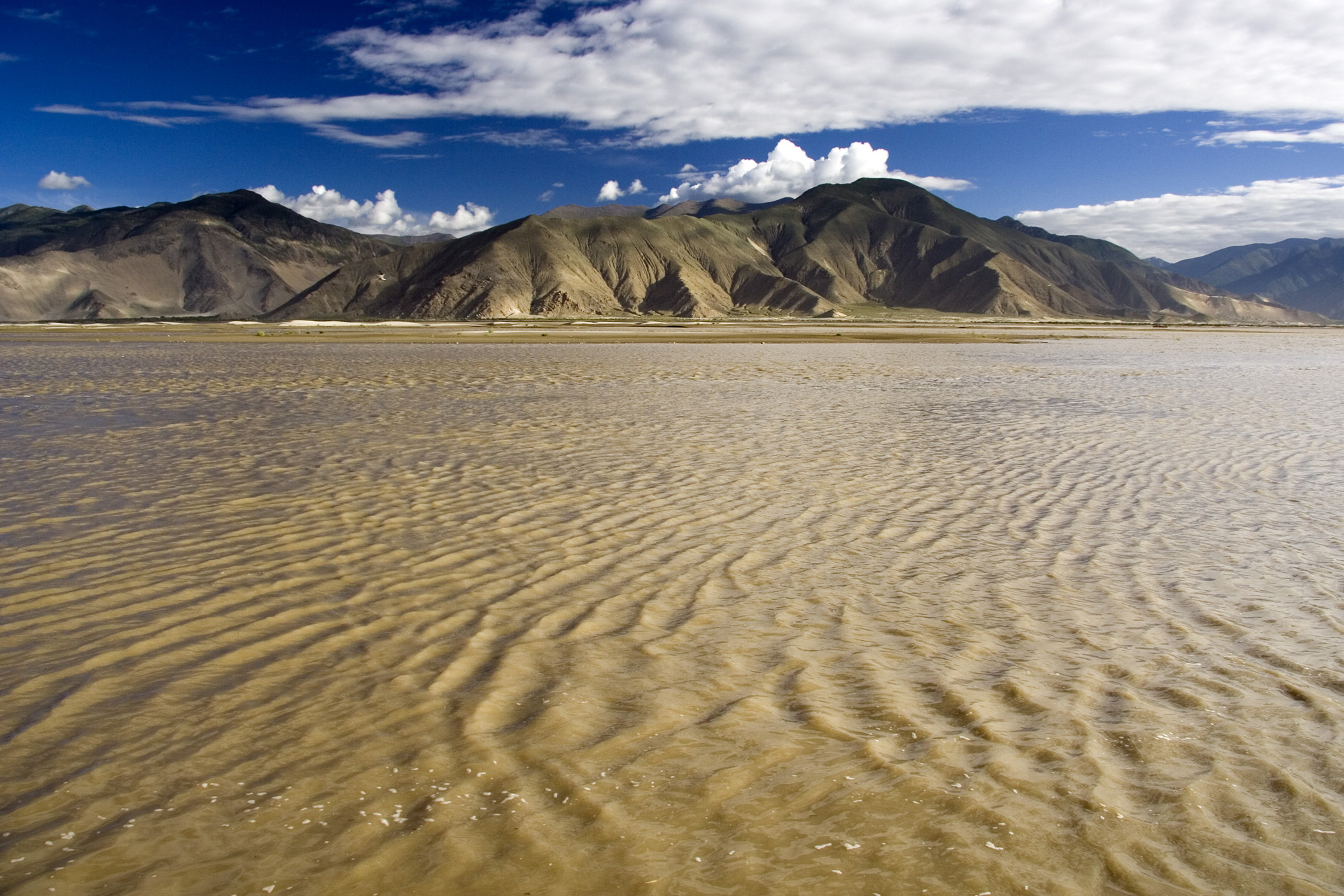
Le Yarlung Tsangpo au Tibet.

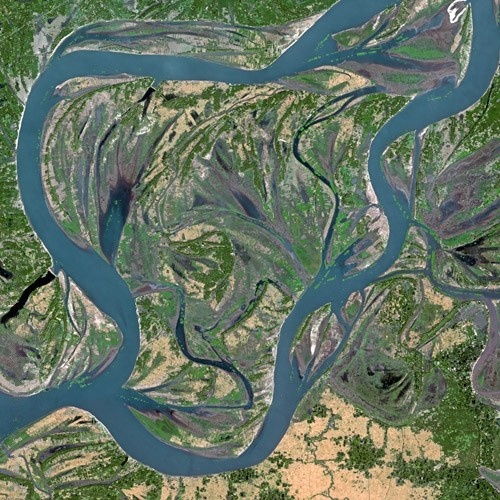
Le Brahmapoutre vu par Spot.

Le fleuve parcourt trois pays différents. Il porte un nom différent suivant le pays qu'il traverse :
- Yarlung Tsangpo / ཡར་ཀླུངས་གཙང་པོ་ au Tibet ;
- Brahmapoutre/ব্ৰহ্মপুত্ৰ dans sa partie indienne ;
- Jamuna/যমুনা dans sa partie bangladaise.

### Le Tibet
Il traverse le sud-est du Tibet, en Chine, et le nord-est de l'Inde, puis rejoint le Gange au Bangladesh central pour former un vaste delta. Il est navigable sur ses 1 290 derniers kilomètres. Au Tibet, où il s'appelle en tibétain Yarlung Tsangpo (ཡར་ཀླུངས་གཙང་པོ་ ; Wylie : yar kLungs gTsang po) ou en chinois Yarlung Zangbo (雅鲁藏布 ; pinyin : Yǎlǔ Zàngbù) dans sa traversée du Tibet depuis sa source au glacier d’Angsi jusqu'à son entrée en Inde dans l'État de l'Arunachal Pradesh, il fournit un axe important de transport est-ouest sur quelque 1 200 km, probablement l'axe de navigation fluvial le plus haut au monde.
C'est dans cette région que la dynastie Yarlung des rois du Tibet trouva son origine. C'est aussi dans la vallée de Yarlung que se trouvent les tombes des rois principaux de cette époque.
En 2024, les autorités chinoises actent la construction de la centrale hydroélectrique de Medog.

### Inde
Puis il se tourne vers le sud et entre en Inde par ce qui est la plus profonde vallée au monde (5 000 m). Dans l'État d'Assam, il prend le nom de Brahmaputra et traverse durant 725 km la large et fertile vallée de l'Assam, arrosant au passage le Parc national de Kaziranga. Le Rhinocéros indien est la star des lieux. Quasi éteinte au début du XXe siècle en Inde, l'espèce compte aujourd'hui près de 1 900 individus dans le parc, soit les deux tiers de la population mondiale.
Serpentant au milieu des terres, le Brahmapoutre est un fil d'Ariane pour le voyageur. « C'est le plus long fleuve et le plus sauvage des fleuves indiens », assure Kasim Sheikh, le capitaine du Charaidew. Non loin des rives s'égrènent les hauts lieux de la région. Parmi les escales incontournables figure Sivasagar, l'ancienne capitale politique des souverains Âhom, la dynastie d'origine birmane qui régna sur l'Assam du XIIe au XIXe siècle. En aval s'étend la ville de Jorhat, l'un des grands centres de production du thé.
Le fleuve sort régulièrement de son lit, en raison notamment du changement climatique et de nouvelles constructions (barrages, digues, routes..), provoquant d’importants dégâts.

### Bangladesh
En entrant au Bangladesh, il est rejoint par la Tista, un de ses affluents majeurs, et se sépare alors en deux. La branche ouest prend le nom de Jamuna ou Yamunâ (comme Yamunâ, l'affluent du Gange qui passe à Âgrâ) et continue au sud vers Lata Chapli (district de Patuakhali) où il se jette dans le golfe du Bengale par l'intermédiaire du delta du Gange-Brahmapoutre 21° 51′ 51″ N, 90° 17′ 08″ E. La branche est, plus petite, est appelée Bas-Brahmapoutre (Bromhoputro) et rejoint la Meghna aux abords de Dhaka.
Le lit du Bas-Brahmapoutre a été déplacé et traversait jadis les districts de Jamalpur et de Mymensingh.

## Affluents
- Dhansiri
  - Mora Dhansiri

- Diphlu
  - Mora Diphlu

- Manas
- Mo Chhu
  - Tang Chuu

- Myang Chu
- Nyang Chu
- Raidak ou Wang Chhu ou Wong Chhu 
  - Paro Chhu

- Subansiri avec le barrage du bas Subansiri

- Teesta
- Torsa

## Hydrologie
En 1886 Jack Francis Needham démontre que le Brahmapoutre supérieur n'est pas l'Iraouaddy et Noël Williamson reconnaît en 1907-1908 les sources du fleuve.
Le Brahmapoutre est un fleuve dont le régime d'écoulement des eaux est très irrégulier. Le fleuve connait une période de hautes eaux de juin à octobre au moment de la mousson et une période d'étiage de janvier à mars durant la saison sèche. Entre les deux mois extrêmes le débit moyen mensuel du fleuve varie d'un facteur 10. Le débit moyen inter annuel ou module du fleuve est de 916 m3/s à Yangcun au Tibet pour une surface de bassin de 153 191 km2, de 18 100 m3/s à Pandu (en) pour une surface de bassin de 405 000 km2 et de 21 261 m3/s à Bahadurabad pour une surface de bassin de 636 130 km2. Son minimum connu a été mesuré lors de la saison sèche en 1960 où il était de 3 280 m3/s.

## Écologie du fleuve
Plus de 73 % de la forêt qui couvrait originellement le bas cours du fleuve a disparu. Ce qui en reste est détruit à hauteur de 10 % par an et, actuellement, seuls les 4 % de la zone sont en secteurs protégés. Ces secteurs sont les habitats de quatre espèces endémiques d'oiseaux, et 126 espèces de poissons sont particulières au bassin du fleuve.
L'écorégion du fleuve dans sa partie indienne héberge la plus grande population d'éléphants de l'Inde, la plus grande population mondiale de rhinocéros unicorne de l'Inde, de tigres, et de buffles de l'Inde.

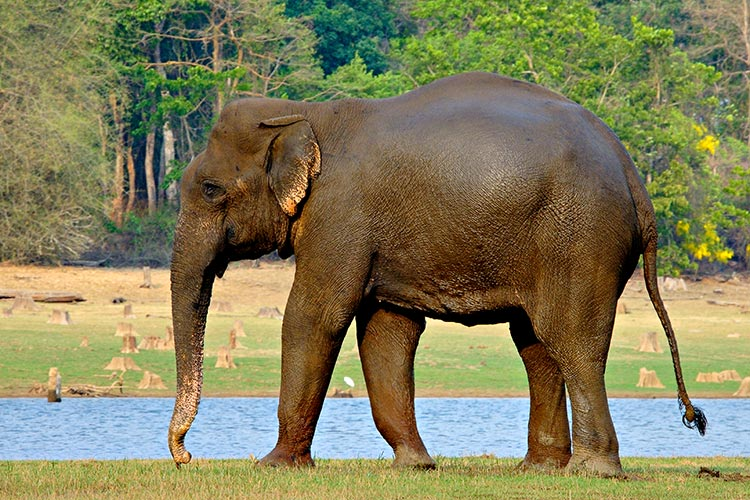
Éléphant indien.
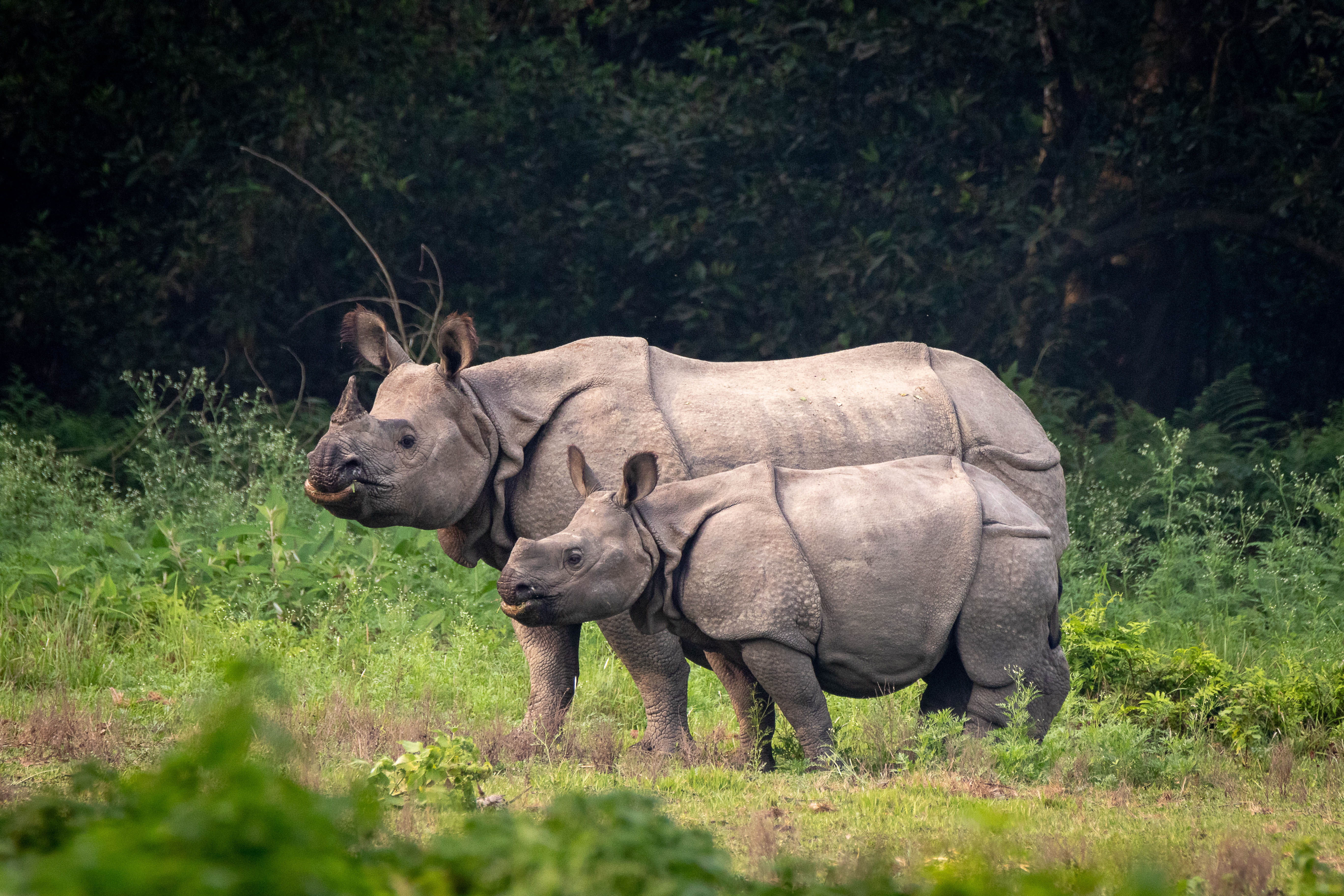
Rhinocéros unicorne de l'Inde.
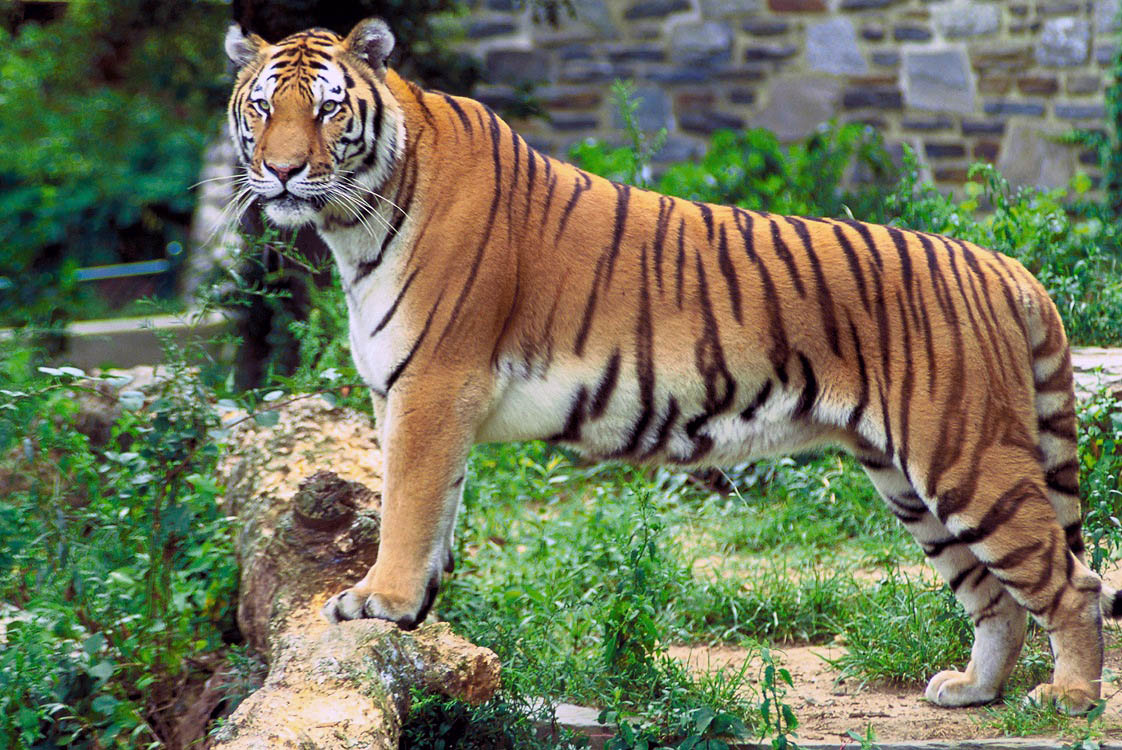
Tigres.
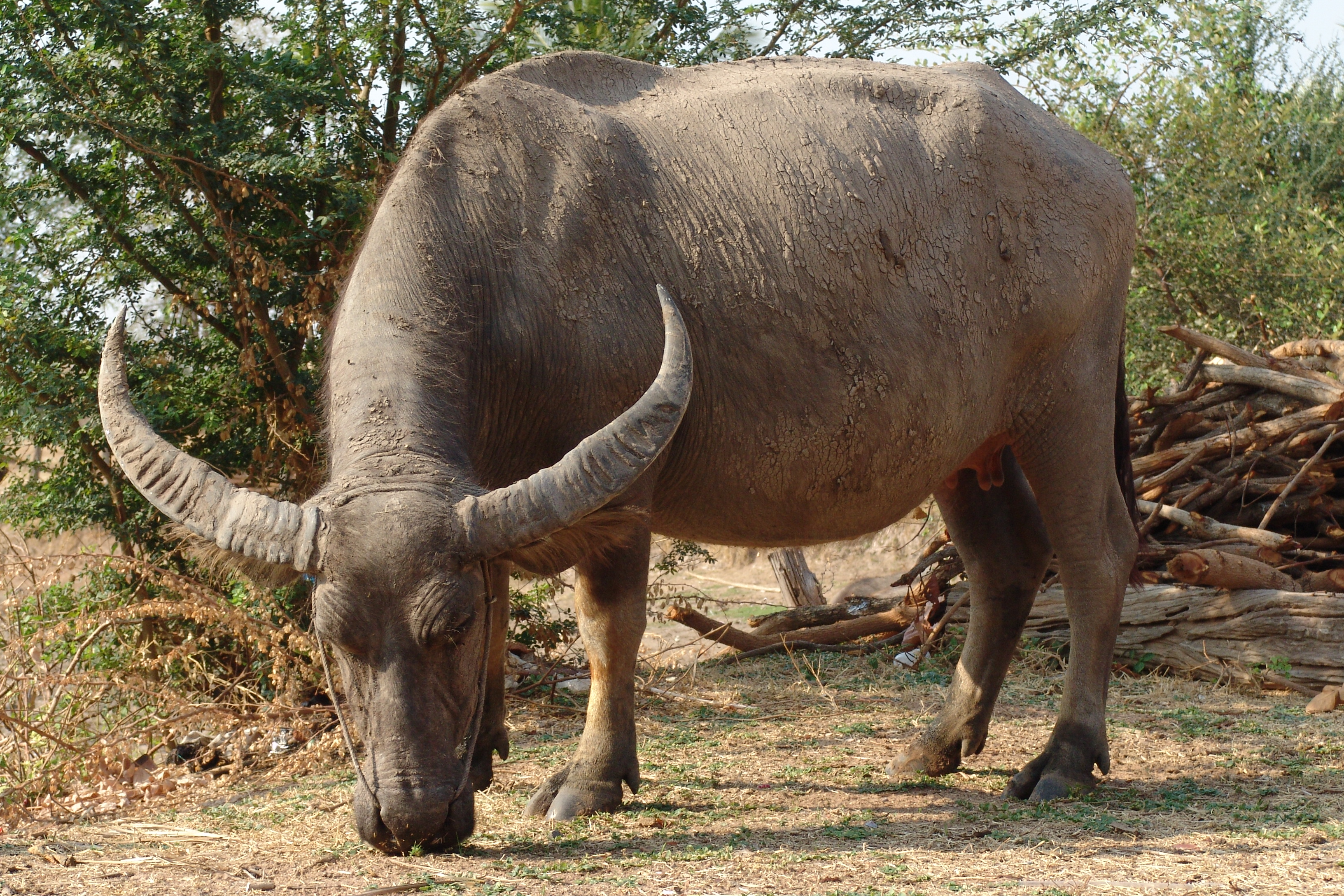
Buffles de l'Inde.

Le Brahmapoutre est aussi une frontière biogéographique pour plusieurs espèces. Ainsi, l'entelle dorée, le lapin de l'Assam et le sanglier nain sont confinés au nord du fleuve, tandis que le Gibbon hoolock occidental et le macaque à face rouge et à queue courte le sont au sud.

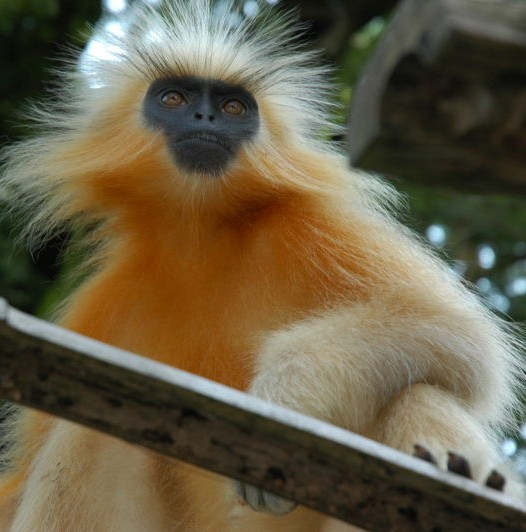
Entelle dorée.
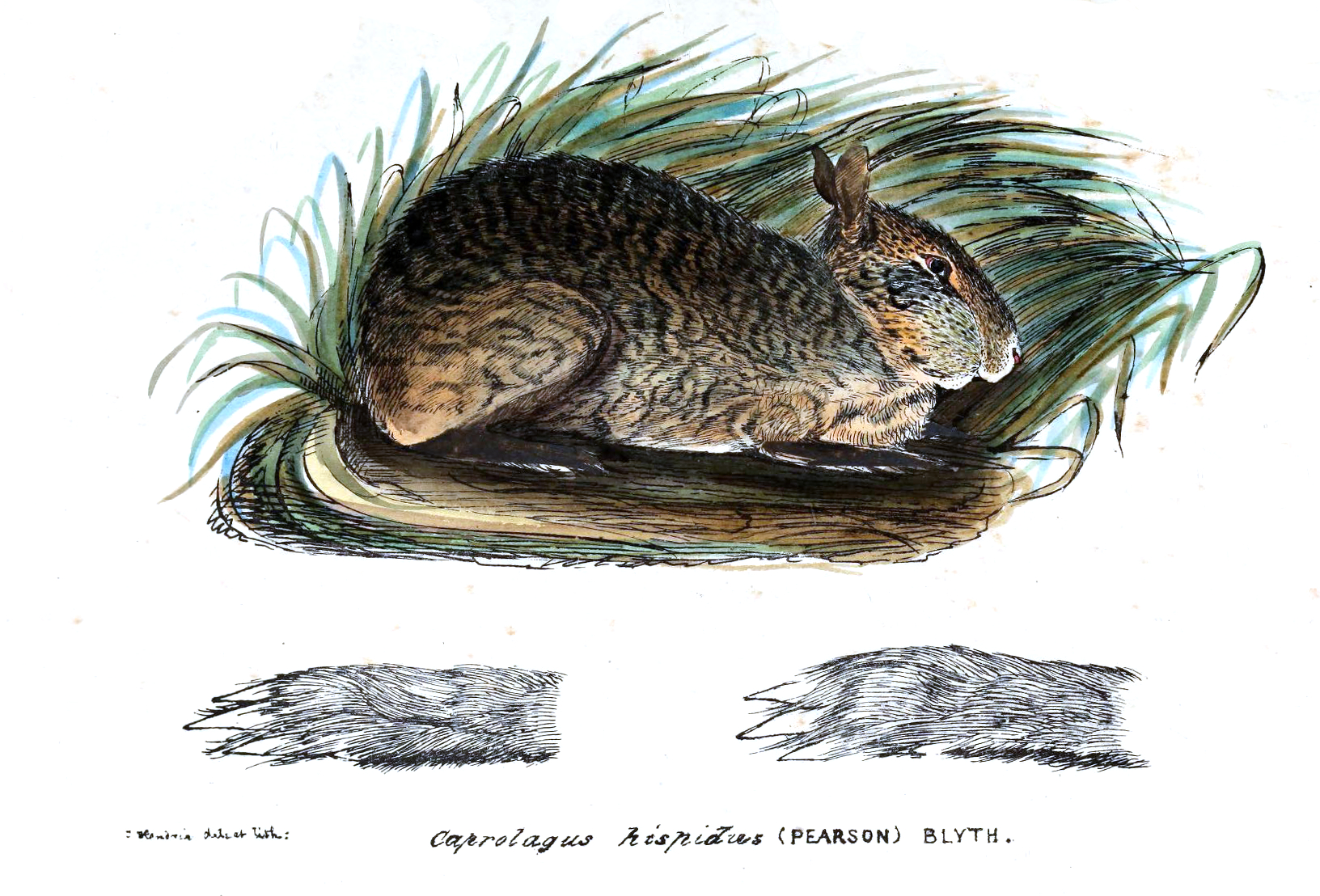
Lapin de l'Assam.
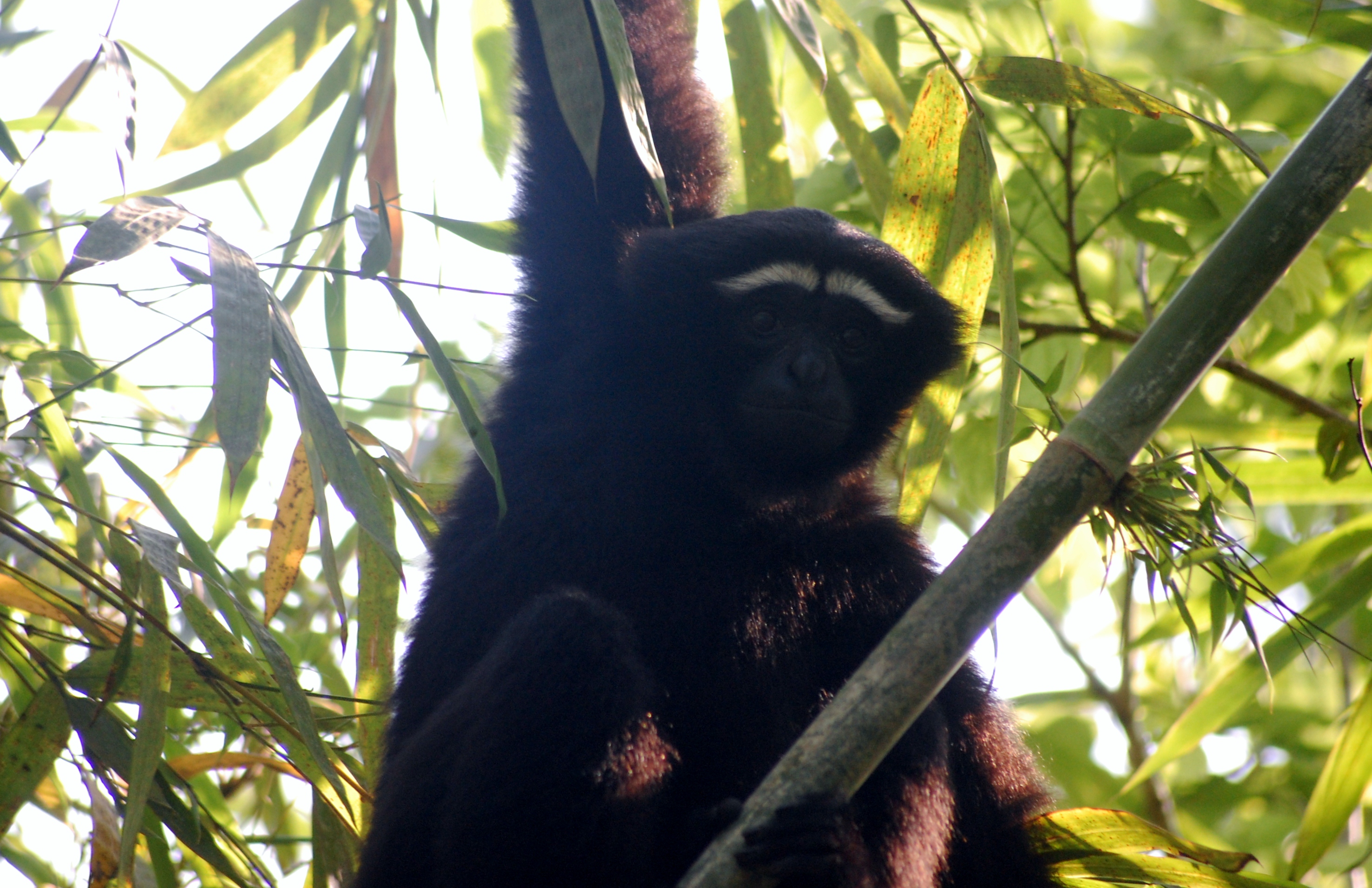
Gibbon hoolock occidental.
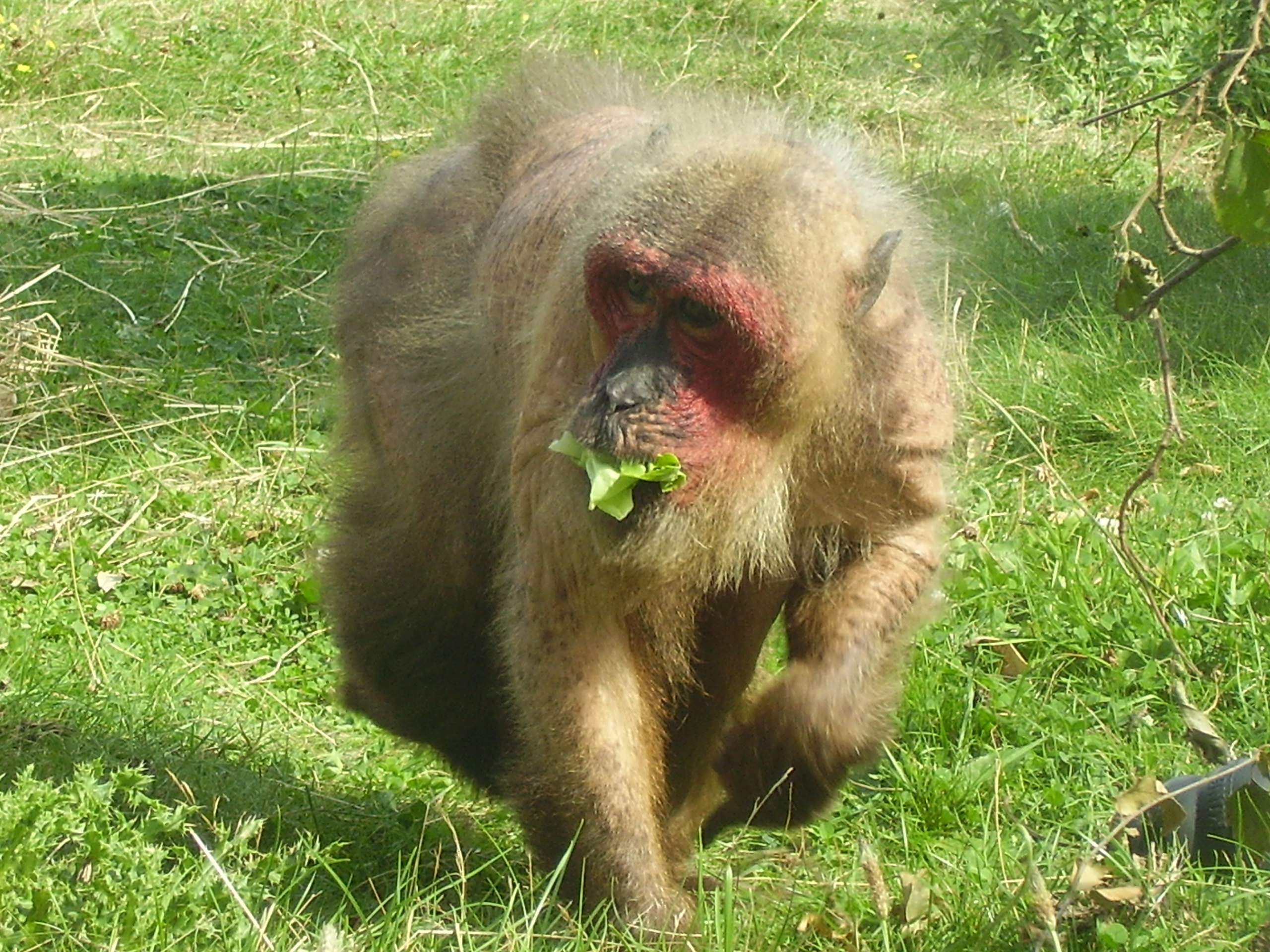
Macaque à face rouge.